# Hermeland d'Indre
Pour les articles homonymes, voir Saint Hermeland.
Hermeland d'Indre ou saint Hermeland, né à Noyon (Oise) vers 640 ou 645, et  mort entre 700 et 710 ou entre 718 et 720, est un prélat franc, fêté dans le diocèse de Nantes le 25 mars. Il a fondé un monastère à Indre et a participé à l'évangélisation du pays nantais avant de se retirer sur l'île d'Indret.

## Nom
La première source faisant mention d'Hermeland est la Vita Ermelandi (« vie d'Hermeland »), rédigée à la fin du VIIIe siècle ou au début du IXe siècle.
Son nom est attesté sous différentes formes suivant les textes et les régions : Hermeland, Herblain, Herblay, Erblon, Herbland, Ermeland, Elblan, Erblain, Erblandi, Eurbland. Quelques copistes ont même écrit Saint Œuf blanc, ce qui fit dire à Eugène Toulouze, historien de Bagneux, que le nom de ce saint subit là une cacographie, tout comme Jean Lebeuf qui écrit « ce qui se trouve dans le martyrologe manuscrit de Notre-Dame de Paris au 18 octobre peut même douter que ce soit Erbland ou Hermeland  qui soit le patron de ce lieu, car on y lit ces quatre mots : Andegavis Sancti Erblandi Abbatis. »[réf. nécessaire].
Son nom est d'origine germanique, dérivé de Hermland, et pourrait signifier « terre immense ».

## Biographie

### Enfance
Originaire du diocèse de Laon en Neustrie, Hermeland appartient à l'aristocratie franque. Il est né à Noviomagus (Noyon ou Nimègue) et est éduqué à la cour du roi Clotaire III (657-673) dont il devient échanson. Il entre à l'abbaye Saint-Wandrille de Fontenelle (même si certaines sources évoquent l'abbaye de Jumièges) où il devient moine.

### Fondation du monastère d'Indre
Vers 673, Pasquier, évêque de Nantes, s'adresse à l'abbaye pour fonder un monastère près de sa ville. Dix moines, dont Hermeland, sont envoyés par l'abbé Lambert pour assurer l'établissement d'une petite communauté monastique. Ils s'installent en aval de Nantes sur la Loire, dans l'île d'Indre, qu'Hermeland décide d'appeler Antrum (antre) en raison des nombreuses cachettes présentes sur cette île. 
Le choix d'Indre n'est pas laissé au hasard : l'île est isolée de la terre tout en restant accessible en bateau, offre une protection pour les habitations et la possibilité de cultiver de la vigne. Roger Dion cite dans son Histoire de la vigne et du vin en France le passage de la vie de saint Herbland par le moine Donat : « Il retient comme un avantage décisif la possibilité de trouver dans l'île d'Indret encore couverte de bois, l'espace nécessaire à l'établissement d'un vaste vignoble, amplissum vinaerum spatium ». Dion rappelle qu'à cette époque, les monastères étaient établis sur des lieux offrant la possibilité d'implanter des vignes pour répondre au service divin, ainsi qu'au réconfort des moines et à l'exploitation commerciale, mais également pour satisfaire le devoir d'hospitalité qui attirait en retour les dons et les faveurs des puissants. En outre, Indret est un lieu stratégique sur l'estuaire de la Loire, lieu de passage vers l'Irlande et l'Angleterre.
Hermeland et ses compagnons obtiennent la protection du roi Childebert III (694-711). Ils bâtissent à Indre le logement des moines, des communs et deux églises dédiées l'une à saint Pierre, l'autre à saint Paul, tout comme à l'abbaye de Fontenelle qu'ils venaient de quitter. Sur l'île d'Indret, deux petits oratoires sont érigés, dédiés à Saint Aignan et à Saint Léger.
Le monastère d'Indre prospère à la suite de dons importants du roi Childebert III et attire les vocations. Le monastère possède des biens dans le pays nantais, à Pouillé près d'Ancenis et d'Herbauges, au Vannetais, ainsi qu'au sud de Rennes. L'abbaye a des biens jusqu'en Aquitaine, à Moncontour. Indre entretient des liens étroits avec les monastères le long de la Loire. À cette époque, « une aristocratie gallo-franque tenait alors fermement l’estuaire de la Loire et pouvait ignorer les menaces des Bretons ou a fortiori les menaces lointaines et encore inconnues des Normands ».

### Retraite et mort
Au bout de trente ans, Hermeland, se sentant vieillir, abandonne la direction de son monastère sous la pression du maire du palais Rainfroy et se retire dans son ermitage de l'île voisine d'Indret, qu'il appela Antriginum (petite antre, en comparaison avec Indre), où il meurt le 25 mars 720. Enterrée d'abord dans le cimetière des moines, sa dépouille est ensuite transportée dans l'église Saint-Paul de son monastère, puis dans celle de Saint-Pierre, sous le maître-autel[réf. nécessaire].

## Postérité
Dans l'histoire du diocèse de Nantes, « l'apostolat d'Hermeland a provoqué dans la seconde moitié du VIIe siècle un nouvel élan religieux caractérisé par l'achèvement de la conversion du pays nantais et sans doute aussi par un approfondissement de la vie religieuse ».
Devenu saint local, son culte est plus tard utilisé par les ordres des franciscains et des dominicains. Mais, le 24 ou 25 juin 843, lors des incursions des Normands, le monastère d'Indre est ravagé après que ces derniers eurent saccagé Nantes, et les restes de Saint Hermeland sont transférés à Tournus en 869. À cette date, le monastère d'Indre est entièrement abandonné.

### Reliques

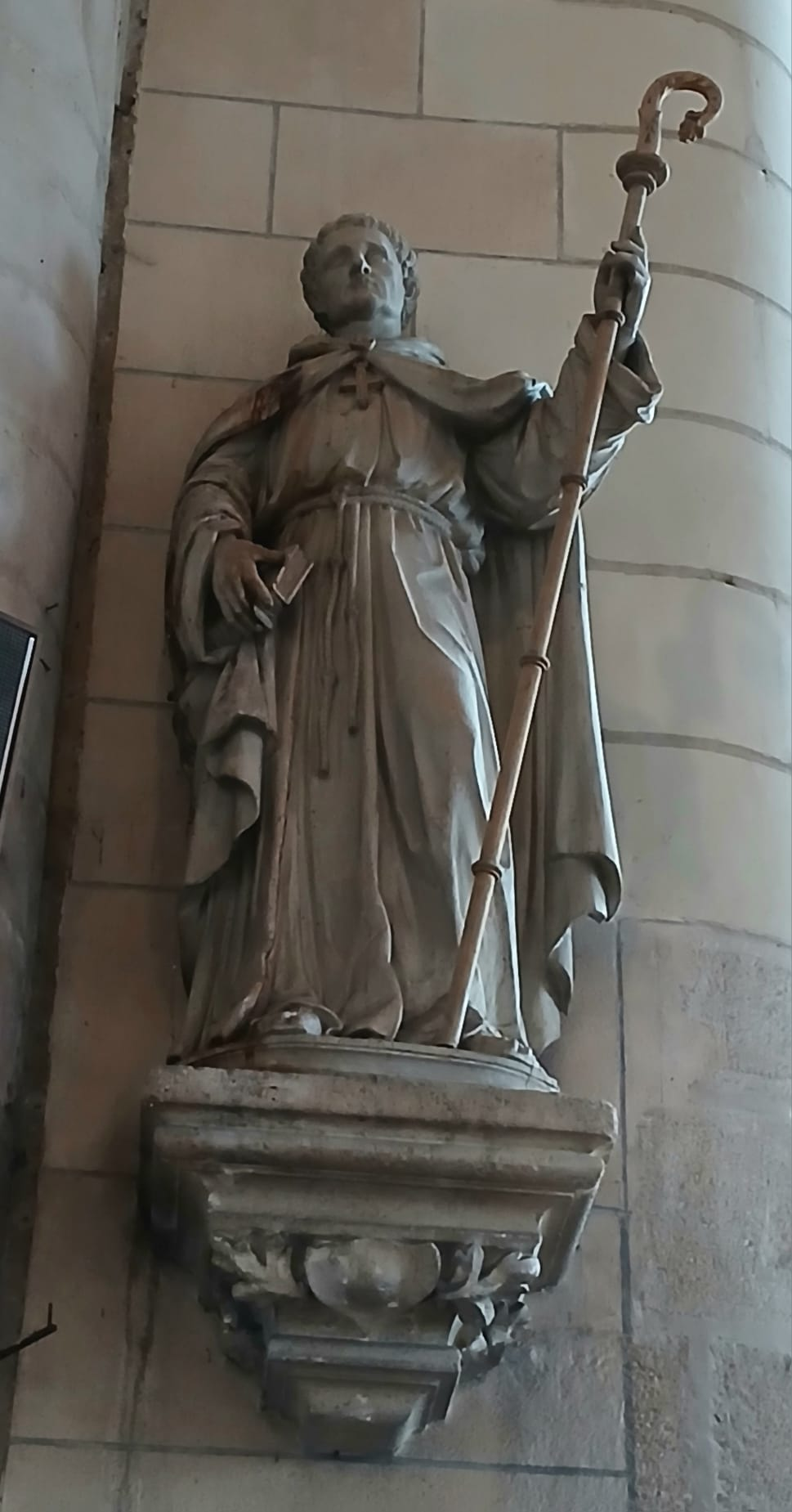
Statue de Saint-Hermeland dans l'église éponyme à Saint-Herblain.

Les reliques d'Hermeland ont été remises à la collégiale de Loches en 965[réf. nécessaire] et y ont été plus tard dispersées. Bagneux a reçu un petit ossement de son pied (Calcanéus) en 1848. Cette relique est enchâssée dans le nouvel autel de l'église de Bagneux.
Au moment de la Révolution, le reliquaire d'argent est enlevé mais les reliques sont sauvées. Replacées ensuite dans la collégiale Saint-Ours de Loches, elles sont rendues à l'église qui porte son nom de Saint-Herblain en 1848.

### Célébration de sa fête
À Bagneux, sa fête était célébrée le 18 octobre, ainsi qu'à Rouen et à Tréguier. À Loches, elle se déroulait le 20 novembre, date de la translation d'une relique. À Nantes, elle avait lieu  le 25 novembre et à l'abbaye de Saint-Wandrille de Fontenelle, elle est célébrée le 25 mars, jour anniversaire de la mort du saint.

### Toponymie
Hermeland a donné son nom à plusieurs communes en France : Saint-Herblain (près d'Indre) et Saint-Herblon (près d'Ancenis), qui correspondent sans doute à des propriétés (villae) possédées par le monastère d'Indre, ainsi qu'aux deux communes de Saint-Erblon en Mayenne et Saint-Erblon en Ille-et-Vilaine.

## Églises sous son vocable
Hermeland est le patron de six paroisses : Indre, Indret, Bouaye, Guenrouët, Saint-Herblain et Saint-Herblon. Son nom est également donné à une école catholique et à la médiathèque de Saint-Herblain.
- Église Saint-Hermeland de Bagneux, construite en 1011,  Classé MH (1862).
- Église Saint-Hermeland de Boutteville, d'origine romane, remaniée au XVIIe siècle, avant-porche latéral gothique.
- Église Saint Hermeland de Gourbesville, avec ses trois autels (XVIIIe siècle) gothique (XIIe siècle, XIIIe siècle et XIVe siècle), église Saint-Hermeland-Sainte-Anne (le transept nord lui est consacré). La  Statue de Saint Hermeland en bois polychrome est classée aux monuments historiques.
- Église Saint-Hermeland de Saint-Herblain, du XVe siècle, modifiée à la fin du XIXe siècle, est  Inscrit MH (1925)[12].
- Église Saint-Hermeland de Rabodanges dans le département de l'Orne. On trouve également une source Saint-Hermeland dans cette commune[13].
- Église Saint-Herbland de Rouen, passage Saint-Herbland à Rouen, église dédiée à ce saint, détruite en 1824.
- Église Saint-Hermeland d'Indre (1870-1889), œuvre de l'architecte René Michel Ménard (1843-1895). Cette église est édifiée sur l’emplacement d’un ancien cimetière et d’une ancienne église. La tour et la flèche datent de 1889.
- Un oratoire Saint-Hermeland se trouve également sur l'île d'Indret, composé de deux tours accolées[14]. Malgré une tradition qui voudrait que cet oratoire ait été érigé par Hermeland, il s'agit sans doute d'une construction de l'époque moderne[10].
- Église Saint-Hermeland de Bouaye
- Église Saint-Hermeland de Béganne, datant du XIVe siècle et restaurée au XIXe siècle

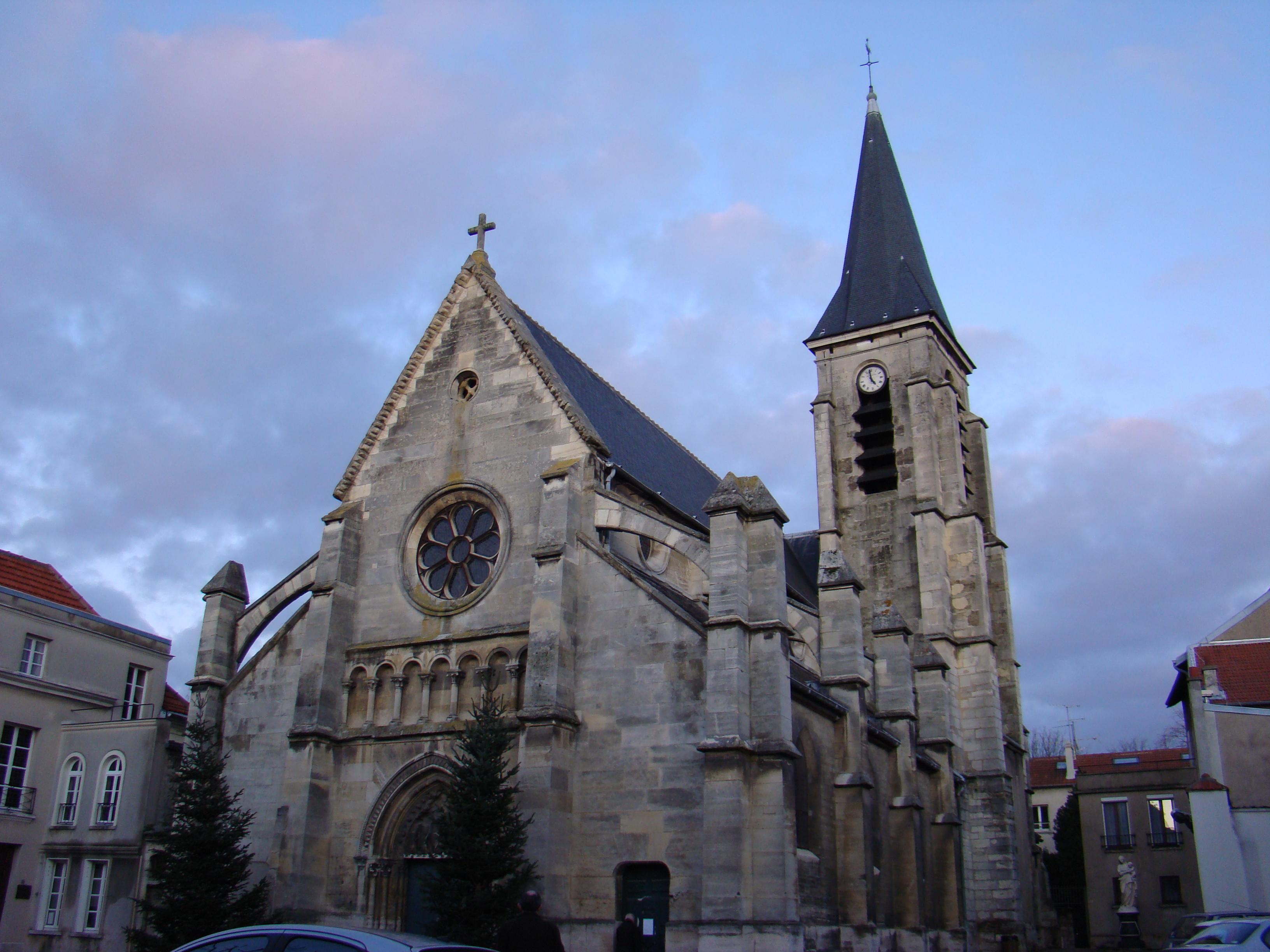
L'église Saint-Hermeland de Bagneux.
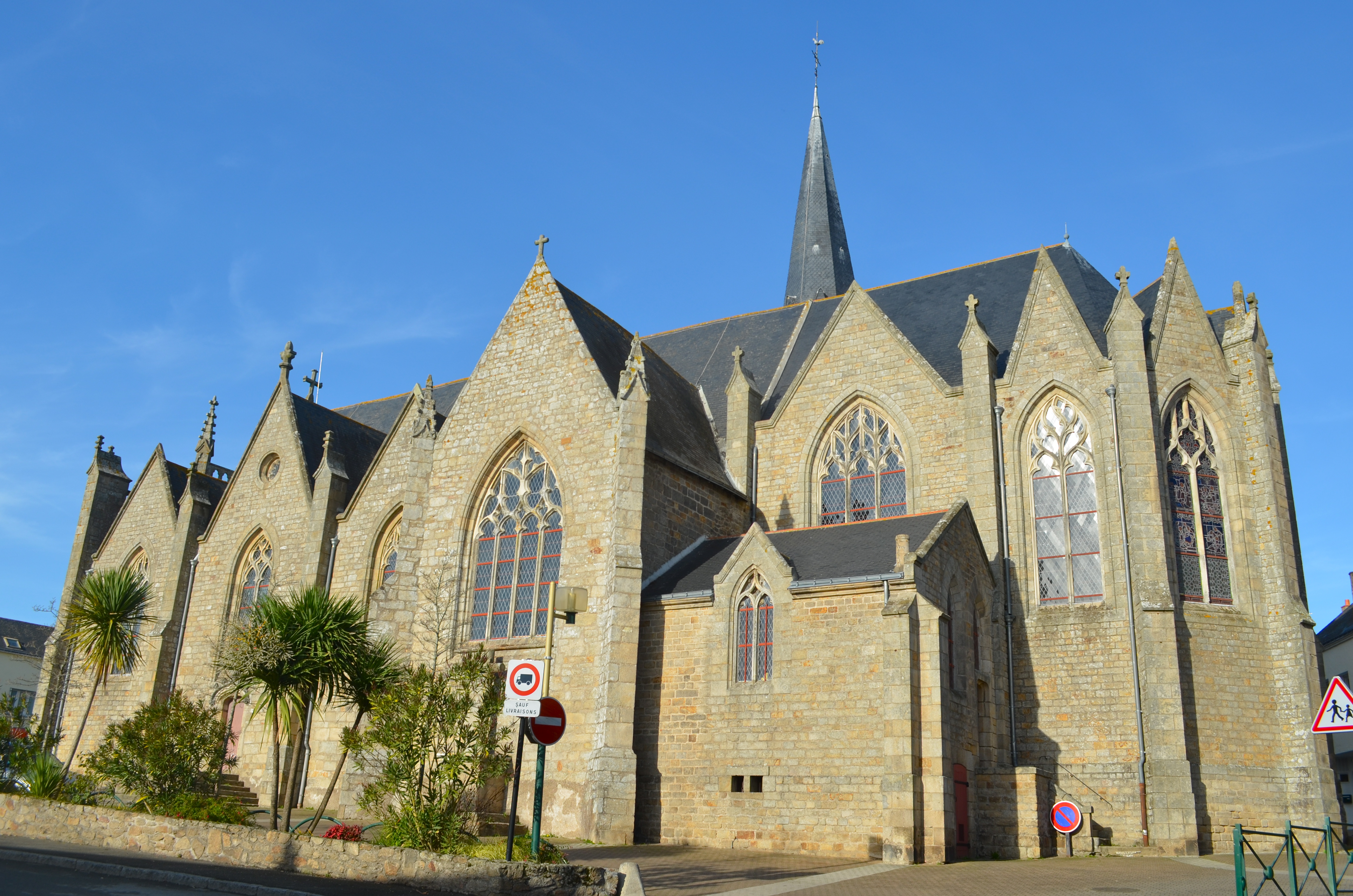
Église Saint-Hermeland de Saint-Herblain
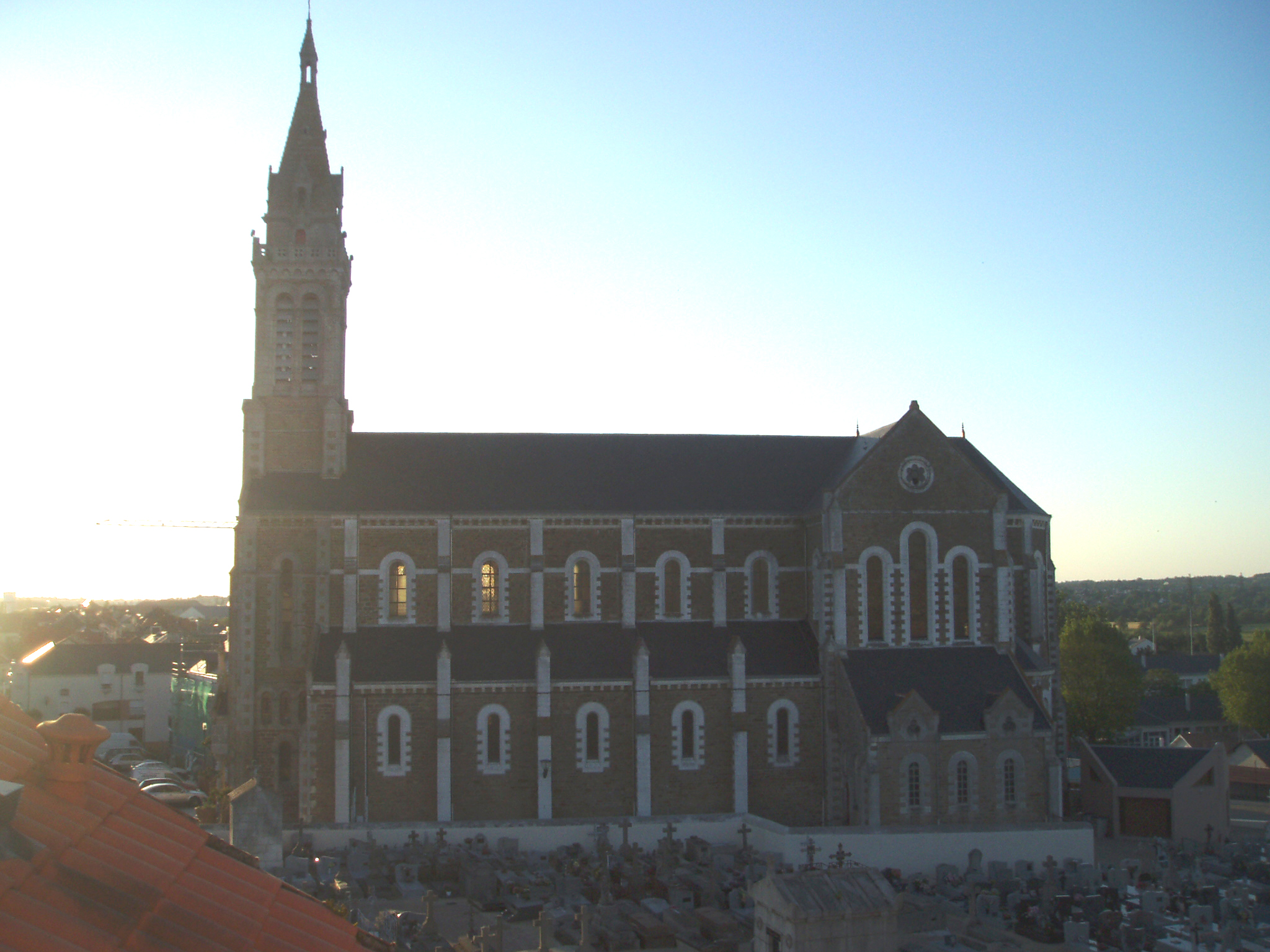
L'église Saint-Hermeland à Indre.

### Iconographie
- Pascal Dagnan-Bouveret, Saint Hermeland, 1878, huile sur toile, Bagneux, église Saint-Hermeland.
- France XIXe siècle, Saint-Hermeland, statue en bois sculpté et doré. La niche abritant le reliquaire conserve les restes du saint. Saint-Herblain, église Saint-Hermeland.